# Maria Nomikou
Maria Nomikou (in greco Μαρία Νομικού?; Amarousio, 30 marzo 1993) è una pallavolista greca.
Gioca nel ruolo di schiacciatrice e opposto nell'AEK Atene.

## Carriera

### Club
La carriera professionista di Maria Nomikou inizia nel 2004 nella squadra dell'Īraklīs Kīfisias, prima nella formazione giovanile e poi in quella maggiore con la quale disputa diverse stagioni nel massimo campionato greco: in totale resta legata al club per sei stagioni, senza mai riuscire a vincere alcuna competizione. 
Nella stagione 2011-12 viene ingaggiata dall'Asystel, nella Serie A1 italiana: tuttavia per problemi con la federazione italiana, legati a vincoli d'età, non ha potuto disputare alcuna partita. Nella stagione 2012-13, a seguito della chiusura della squadra novarese, passa al Villa Cortese, mentre nella stagione successiva veste la maglia della neopromossa Pro Victoria, in Serie A2.
Nel campionato 2015-16 fa ritorno in Grecia, vestendo la maglia del Panathīnaïkos, per poi essere nuovamente nella Serie A2 italiana nella stagione 2016-17 con la Trentino Rosa e poi ceduta a metà campionato al Mondovì, nella stessa divisione.
Per l'annata 2017-18 si accasa all'Olympiakos, in Volley League, con cui vince due Coppe di Grecia, due scudetti e la Challenge Cup 2017-18. Nella stagione 2019-20 scende in Pre League, ingaggiata dalle rivali concittadine dell'AEK Atene.

### Nazionale
Nel 2010 ottiene la prima convocazione in nazionale per giocare nell'European League.

## Palmarès

### Club
- Campionato greco: 2

2017-18, 2018-19
- Coppa di Grecia: 2

2017-18, 2018-19
- Challenge Cup: 1

2017-18